# Stelletta plagioreducta
Stelletta plagioreducta är en svampdjursart som beskrevs av Claude Lévi 1961. Stelletta plagioreducta ingår i släktet Stelletta och familjen Ancorinidae.
Artens utbredningsområde är Filippinerna. Inga underarter finns listade i Catalogue of Life.